# Quạ New Caledonia
Quạ New Caledonia (danh pháp hai phần: Corvus moneduloides) là một loài chim trong họ Corvidae. Đây là loài bản địa New Caledonia. Loài quạ này ăn nhiều loại thức ăn bao gồm nhiều loại động vật không xương sống, trứng, chim non, động vật có vú nhỏ, ốc, hạt và hạt. Quạ New Caledonia đôi khi bắt những con sâu trong các ngóc ngách hoặc kẽ hở bằng cách chọc một cành cây vào lưới để kích động nó cắn vào cành cây, mà con quạ sau đó rút ra với con sâu vẫn còn dính. Phương pháp săn mồi này cho thấy loài quạ New Caledonia có khả năng sử dụng công cụ. Chúng có thể làm móc. Loài này cũng có khả năng giải quyết một số bài kiểm tra nhận thức tinh vi cho thấy nó đặc biệt thông minh. Kết quả của những phát hiện này,quạ New Caledonia đã trở thành một kiểu mẫu cho các nhà khoa học cố gắng tìm hiểu tác động của việc sử dụng và sản xuất công cụ đối với sự phát triển của trí thông minh.